# 安部奈知
安部 奈知（あべ なち 1970年1月13日 - ）は、東京都町田市出身の元アメリカンフットボール選手でアメリカンフットボール解説者。日本大学フェニックス在籍中、ライスボウルで3度優勝、大学卒業後、Xリーグのリクルートシーガルズでもライスボウルで2度優勝した。1999年にはアメリカンフットボール日本代表としてアメリカンフットボール・ワールドカップで優勝した。2002年ソルトレークシティオリンピックではボブスレー代表に選ばれた。現在は日大三高アメフト部でコーチングを行っている。

## 経歴
日本大学第三高等学校では野球部に所属し甲子園を目指していた。日本大学に進学しアメリカンフットボールを大学から始めた。自らはタイトエンドにあこがれていたが内田正人コーチ（元日大フェニックス監督）にセンターとして育てられ2年次にレギュラーの座をつかんだ。大学時代1989年から1990年とライスボウルで2年連続優勝し卒業後、リクルートシーガルズに入団し1年目まではセンターを務めた。
優れた身体能力を生かすため翌年から念願のタイトエンドにコンバートされて、1996年、1998年にライスボウルで優勝、1999年の第1回アメリカンフットボール・ワールドカップ日本代表として決勝のメキシコ戦ではオーバータイムに決勝TDをキャッチした。NFL入りを目指し1997年、1998年、2000年とNFLヨーロッパのトライアウトに合格しNFLヨーロッパでプレーしたり、1998年にはNFLのカンザスシティ・チーフス、2000年にはアトランタ・ファルコンズのキャンプに参加、2000年東京ドームで行われたアメリカンボウルにはチームの一員として来日したがNFL入りはならなかった。
2001年にボブスレー日本代表に選出されボブスレー・ワールドカップや2002年ソルトレークシティオリンピックに出場した。

現在はNFL on 日テレG+、NFL倶楽部などでNFLの解説、2011年10月からはWOWOWにてランジェリー・フットボール・リーグの解説を行っている。